# Tatiana Stepanova
Pour les articles homonymes, voir Stepanova.
Tatiana Viktorovna Stepanova, également appelée Tetyana Stepanova (en russe : Татьяна Викторовна Степанова), née en 1962 à Odessa, en République socialiste soviétique d'Ukraine, alors en Union soviétique, est une maîtresse de ballet, chorégraphe, danseuse, critique, essayiste et historienne de la danse russe.

## Biographie
Elle a commencé sa formation à l'École spéciale de ballet d'Odessa en étudiant avec Klaudia Vassina, élève d'Agrippina Vaganova. Elle complète sa formation de danseuse à l'École d'État de ballet et de chorégraphie de Minsk (Biélorussie) auprès de Vera Chvetsova (également ancienne élève d'Agrippina Vaganova). Elle est diplômée en Art de la chorégraphie au Conservatoire de Saint-Pétersbourg, après des études avec Gabriella Komleva, Nikita Dolgouchine et Nikolaï Boyartchikov.
Elle a dansé comme soliste (cinq années) du Théâtre de ballet et d'opéra d'Odessa et du Grand Théâtre de ballet de Minsk (Biélorussie). Depuis 1985, elle est devenue enseignante de ballet, en donnant des cours à Odessa, au conservatoire de Saratov et à Saint-Pétersbourg, Madrid, Valence, Puertollano et Lugo (Espagne) et Ashiya et Nishinomiya (Japon).
Elle est la fondatrice et la directrice artistique de l'Institut de la recherche et d'études de danse (Instituto de Investigación y Estudios de Danza) de Madrid. Elle a publié de nombreux articles de critique dans différents journaux ukrainiens (Vetchernaïa Odessa), russes (Glásnost, Perestroika et La Danse), et espagnols (El Cultural de La Razón). Elle est également la directrice artistique du Ballet AIS Japan à Ashiya (Japon).
Parmi ses pièces les plus importantes se trouve le Diptyque d'Ashiya inspiré des œuvres de Marius Petipa qu'elle a rechorégraphiées.

## Travail chorégraphique

### Miniatures
- Incrustación carmesí (2002) (L'Incrustation cramoisie)
- Dama rota (2002) (Dame brisée)
- El Chocolate del loro (2003) (Le Chocolat du perroquet)
- Torre eclipsada (2005) (Tour éclipsée)
- Jaula de vientos (2005) (Cage de vents)
- Jaula de loros (2006) (Cage de perroquets)
- La suite azul (2006) (Suite Bleu)
- Remolinos de Naruto (2007) (Des Tourbillons de Naruto)
- Arcadia (2007) (Arcadia)
- El nectar amargo (2007) (Un nectar amer)
- The death of the nine swans (2009) (La Mort des neuf cygnes)

### Chorégraphies à Madrid
- Palestra (Suite Deportiva) - Palestre (Suite Sportive) (2004), musique de Dmitri Chostakovitch.
- Nieblas en Baden-Baden - Les Brouillards à Baden-Baden (2005).
- Mozarito (2006) avec musique de Mozart.

### Diptyque d'Ashiya
- Sleeping Beauty Suite (Suite La Belle au bois dormant) (2008), (1 h 20 min), musique de Tchaïkovski. Première le 7 décembre 2008, au Hyōgo Performing Arts Center (Nishinomiya).
- La Bayadère (2010), (1 h 33 min), musique de Léon Minkus. Première le 24 janvier 2010, à la Grand Salle du Hyōgo Performing Arts Center (Nishinomiya)..